# Ідскенгейзен
Ідскенгейзен (нід. Idskenhuizen, фриз. Jiskenhuzen) — село в нідерландській провінції Фрисландія. Входить до муніципалітету Фріске-Маррен.
Його площа становить 2,31 км², а населення станом на 2021 рік складало 490 осіб.

## Галерея

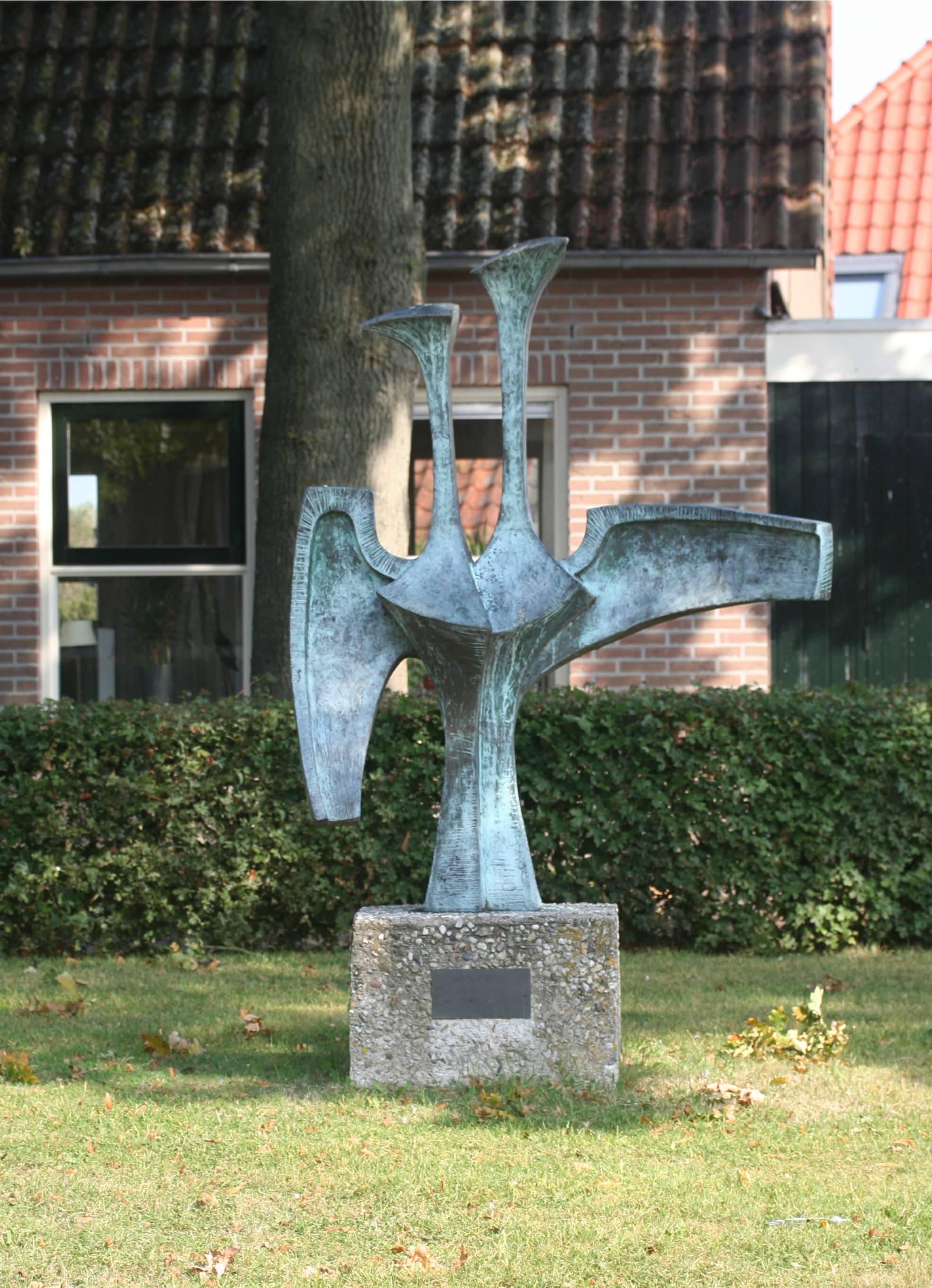
Арт-об'єкт у селі
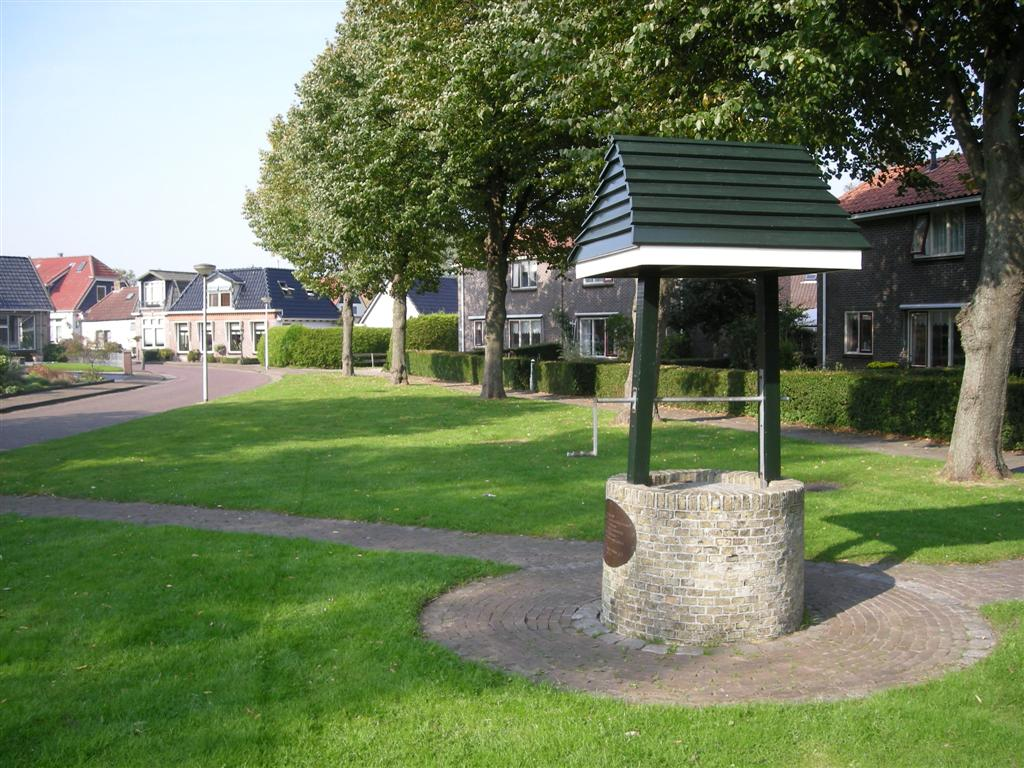
Колодязь в Ідскенгейзені